# W3(OH)
W3(OH) es una región H II de formación estelar masiva ultracompacta (UCHII) ubicada dentro del complejo molecular W3, que forma parte del supercomplejo Westerhout W3–W4–W5 en la región del brazo de Perseo de la Vía Láctea, a una distancia de aproximadamente 2,04 kiloparsecs de la Tierra. La protoestrella central es una estrella masiva pre-secuencia principal O7 (ZAMS) aún no resuelta ópticamente.
W3(OH) es una región que se extiende sobre 2.000 AU que ha sido ionizada por una o más estrellas OB jóvenes masivas ya formadas, exhibe una fuerte emisión de máseresr de hidroxilo y metanol, y está estrechamente relacionada con un objeto aún más joven W3(H₂O) ubicado a 12.800 AU de distancia.

## Objeto central
El objeto central responsable la ionización del polvo y el gas, coincide con el espectro de una estrella de tipo espectral aproximado O7-B0, dependiendo de la densidad supuesta del medio. 
No se ha observado directamente en luz visible ni infrarroja media debido a la densa opacidad del polvo, que provoca una fuerte extinción visual. Sin embargo, sus propiedades se han inferido a partir del análisis del gas ionizado, los perfiles de recombinación de hidrógeno, los flujos de radio y la cinemática del gas en expansión mediante radiointerferometría (VLA y VLBI).
Tiene una luminosidad total de 100.000 L☉ y una temperatura efectiva de 35.000 Kelvin, gran parte de la cual es reirradiada en el infrarrojo por polvo caliente. Tiene una masa estimada de entre 25 y 40 M☉, una edad de 100.000 años y aún se encuentra en la fase de dispersión de sus capas externas. Apenas iniciada la fusión nuclear en su núcleo, ha comenzado a ionizar su entorno inmediato, formando la región HII observada en radio. Su radio de dispersión es de aproximadamente 8 R☉.